# Miguel Cotto
Miguel Ángel Cotto (Caguas, 29 oktober 1980) is een Puerto Ricaans voormalig professioneel bokser. Cotto stond bekend als een agressieve vechter. Hij was kampioen in de WBO Light Welterweight, WBA Welterweight, WBO Welterweight, WBA Light Middleweight, WBO Light Middleweight en WBC Middleweight. 

## Carrière

### Light Welterweight
Op 11 september 2004 vocht Cotto tegen Kelson Pinto voor de WBO Light Welterweight-titel. Cotto koos voor dit gevecht een defensieve vechtstijl in plaats van zijn gebruikelijke agressieve aanvalsstijl. Hij slaagde erin om Pinto drie keer een knock-down te bezorgen en om hem in de zesde ronde knock-out te slaan, waardoor Cotto de titel won.
Op 11 december 2004 verdedigde Cotto met succes zijn titel tijdens een gevecht tegen Randall Bailey in het voorprogramma van Klitschko-Williams. Hij slaagde erin om Bailey verschillende malen goed te raken, waardoor de laatste verschillende verwondingen opliep onder en boven zijn ogen. Nadat dit gebeurd was, bekeek de ringarts in ronde zes de verwondingen en vroeg hij of Bailey verder wilde. Bailey gaf aan niet meer verder te kunnen, waardoor Cotto in de zesde ronde op knock-out won.